# 高原兄の5時間耐久ラジオ 長て長てこたえられんが
『高原兄の5時間耐久ラジオ 長て長てこたえられんが』（たかはらけいのごじかんたいきゅうラジオ ながてながてこたえられんが、通称：5耐（ごたい））は、2004年10月9日から北日本放送（KNBラジオ）で土曜日の10:00 - 15:00に生放送されているラジオ番組である。

## 概要
高原兄の冠番組である。
伊藤敏博をメイン、高原兄を中継メインのサブに据えて放送されていた「伊藤・高原のラジオワンダーパーク」が2004年10月に終了し、その後を受けて、午前中を中心に長らく伊藤が担っていたKNBラジオ土曜日の顔を高原に交代する形で放送が始まった。
5時間という長時間の生放送の為、途中に出前を取るコーナー（既に終了）があったり毎月オリジナル曲を作ったりするなど今までにない生放送スタイルで放送されている。
不定期にイベント会場などから全編公開生放送されることがあり、その際KNBラジオやKNBテレビのCMで事前告知される。また、公開生放送の際ニュースはKNB情報センターではなくKNB第3スタジオから放送される。
タイトルの「長て長てこたえられんが」は、富山弁で「長くて長くて耐えられない」の意。
番組リスナーのことは公式には「ゴタリス」と呼ばれている。

## 放送時間
全て日本時間（JST）で記す。
| 期間      | 期間 | 放送時間（JST）               |
| --------- | ---- | ----------------------------- |
| 2004.10.9 | 現在 | 土曜日 10:00 - 15:00（300分） |
|           |      |                               |

## パーソナリティ
メイン
- 高原兄（元アラジンのボーカル、富山市出身。番組内ではアーニィあるいはアァニイと呼ばれる）番組開始時より

サブ
- 森本千瑛（KNBアナウンサー、富山市出身）2024年4月6日 -

中継担当
- アレマー玉井（マジシャン、高岡市出身）番組開始時より

過去
- 梅田恵子（愛称：小梅。当時KNBアナウンサー、山口県出身）
- 中島真紀子（当時KNBアナウンサー、魚津市出身）2007年4月から2017年7月・2018年1月 - 2019年3月）
- 柳川明子（KNBアナウンサー、射水市出身）(2019年4月 - 2024年3月30日)  (前任者中島の産休期間中の2017年7月から2018年1月までの代理としても担当）
- 岡本恭（当時KNBエコーメイト（ラジオレポーター）、富山市出身）
- 藤沢さなえ（漫才師、藤沢姉弟の姉、射水市出身）

- 2007年3月までは主に高原・梅田はスタジオからメインパーソナリティとして、アレマー玉井・岡本恭は外からの中継リポーター（「わがまち探検隊」）として出演していた。
- 2009年3月までは藤沢さなえがアレマー玉井と共に中継リポーターとして出演していた。

ピンチヒッター
- 相本芳彦（当時KNBアナウンサー）2008年10月4日に高原がクイズ!ヘキサゴンIIのユニットに楽曲提供をした縁からヘキサゴンのイベントに出席した際の代理として司会を担当。高原の弟という設定で『高原弟（たかはらてい）』名義で出演した。

## 放送内容

### 主なコーナー
- ワンパク!エコキッズ

子供たちの環境への取り組みや作文を紹介する。前番組「ラジオワンダーパーク」からの引き継ぎコーナーで、タイトルの「ワンパク」には前番組の愛称も掛けていた。
- 深呼吸体操コーナー

番組が半分を過ぎたお昼の12:30頃に放送されるコーナー。高原と柳川が歌に合わせて深呼吸をする。
- シアター・ファイブ　牛島スタジオ10番地（13:15頃 - ）

映画情報。
- おうちのこだわり大辞典（13:40 - 13:50頃）

「こだわりの達人」こと、株式会社ひまわりほーむ富山支部長の小山哲治氏（愛称は、“てっちゃん”）をスタジオに迎えて、様々な住宅用語の中から、毎回、一つのキーワードの住宅用語を選んだ上で分かりやすく解説してもらうコーナー。
- 富山の皆さんこんにちは（14時台前半）

KNBラジオ土曜午後の各ワイド番組で引き続き放送されている情報コーナー。2010年頃までは「富山にいかわこんにちは」と題して新川（にいかわ）地区のイベント情報などを告知するコーナーだった。
- 兄（けい）ちゃんとあきこちゃんの歌のランキングキング！（14:20 - ）

音楽ランキングコーナー。三宅裕司のザ・ベスト30スゲェ!!のパロディー。
- 思い出のメロデー（ランキングキング内）
- 今週のピカイチさん（14:40）

高原と中島が一番気に入ったメッセージを選ぶ

### 過去のコーナー
- 小梅の常識ですよ、お父さん!!（10:30頃）

梅田恵子が、1週間分のスポーツ新聞から注目記事を採り上げて読むコーナー。2004年11月27日開始。
- あぁ、我が心の弁当!（12:25頃）

全国の駅弁・空弁などを紹介するコーナー。ただし、富山から公共交通機関で5時間以内で行ける場所に限られる。
- 頑張れ監督!ヤストモプロジェクト!!

高原がBCリーグ・富山サンダーバーズの監督であった当時の鈴木康友を勝手に応援するコーナー。高原は、自ら作詞・作曲した鈴木の応援ソング「俺は監督ヤストモです!」も歌っている。また、鈴木本人も、何らかの形でゲスト出演することがあった。
- 今月の歌

高原が月替わりでオリジナルソングを披露する。
- アァニィ・小梅の牛島シネマへいらっしゃい!（13:20頃）

映画について詳しくない知らない2人が映画を紹介するコーナー。公開中の映画情報だけでなく、過去の名作など、ジャンル・年代を問わず採り上げられる。「牛島スタジオ10番地」にリニューアル。
- 兄ちゃんと小梅のザ・ベスト10（じゅう）!!（14:20頃）

「歌のランキングキング」にリニューアル。
- 今週の大事なヒトコト（14:40頃）

気になったヒトコトをリスナーから募集するコーナー。
- ラジオでにらめっこ

面白いハガキで梅田アナを笑わせるコーナー。お題やジャンルに特に制限はない。通算で10回笑わせるとスタジオに招待して、梅田アナ手作りのお弁当をごちそうする予定だった。しかし、5回でコーナー終了。
- そろそろ出前を取りましょう!

お昼前にスタジオからアポ無しで飲食店に電話し、出前を取るコーナー。電話は1回しかできず、その1回で出前が取れないとパーソナリティの二人は昼食抜きで番組を続けることになる。通常出前を行っていない飲食店にも特別に出前をしてもらうこともある。時には出前を届けに来た店員がスタジオに入りそのまま番組に登場することもあった。2008年4月から不定期で試験的に復活したが正式な復活には至っていない。
- 小梅のデキる女になってやるぅ!! 〜ベルサイユへいらっしゃい

小梅がデキる女になるため、「その道」の達人に学ぼうというコーナー（2004年12月4日 - 2006年4月1日）。
- 今週の大事な人

大切な人へのメッセージを募集するコーナー。放送開始当初からのコーナーだったが、2006年4月1日終了。
- 音楽の玉手箱（12:40頃）

タイトルを替えながら前番組から続いていたコーナー。サトチャン（高岡市にあったライブハウス「もみの木ハウス」オーナー）が出演しライブ情報を紹介。ライブ出演予定のアーティストがゲストに呼ばれることもあった。「もみの木ハウス」閉店のため2006年9月30日で終了。「もみの木ハウス」は2007年に再オープンしているがコーナーは復活していない。
- 日本列島こんにちは
- おかきょうのぶら〜り一人旅

2009年3月まで深呼吸コーナーの後に放送されていたペットショップ提供の番組に代わり、2009年4月から2011年9月まで放送された岡本恭が富山県内の“良い場所”を求めて各地に住む人々を訪問するコーナー（生中継ではなく録音）。岡本の産休を機に終了。
- 櫻田店長・亀島店長のささら屋便り

日の出屋製菓の直販店舗、ささら屋の宣伝コーナー。
- 佐藤栄治の日本探訪（12:20頃）

前週高原と中島が日本地図からランダムで選んだ場所について、12時台のニュース・天気予報担当の佐藤が現地の観光協会などに電話で名所・名物などを聞くコーナー。
スクープ!中島真紀子だよ!（10:30 - 10:40頃）

## エピソード
2011年8月27日放送分で、高原が自身の親友で23日に芸能界引退した島田紳助について語る場面があった。高原によると、紳助から23日の引退会見の前にメールで引退する趣を事前に伝えられていたという（詳細はヘキサゴンファミリーを参照）。